# Pasifae (astronomia)
Pasifae è un satellite irregolare retrogrado del pianeta Giove appartenente al gruppo di Pasifae. Venne scoperto il 27 gennaio 1908 dall'astronomo britannico Philibert Jacques Melotte.

## Scoperta e denominazione
Il satellite fu individuato per la prima volta il 28 febbraio 1908 dall'astronomo britannico Philibert Jacques Melotte su alcune lastre prese presso il Royal Greenwich Observatory. L'analisi di lastre precedenti fece emergere la sua presenza già il 27 gennaio. Ricevette inizialmente la designazione provvisoria 1908 CJ in quanto non fu subito possibile accertare se si trattasse di un satellite gioviano oppure di un asteroide. Il riconoscimento infatti avvenne solo il 10 aprile e venne identificato come Giove VIII.
Il 7 ottobre 1975 ricevette il suo nome attuale di Pasifae (dal greco Πασιφάη),  dal nome della moglie di Minosse, mitico Re di Creta, e madre del Minotauro secondo la mitologia greca. Tra il 1955 e il 1975 venne a volte anche indicato con il nome di Poseidone.

## Orbita
Pasifae orbita attorno a Giove con un'elevata eccentricità (0,4090) e inclinazione orbitale retrograda (151,431°). Dà il suo nome al gruppo di Pasifae, un gruppo di satelliti irregolari retrogradi che orbitano attorno al pianeta con una distanza compresa tra i 22,8 e i 24,1 milioni di chilometri e con un'inclinazione compresa tra i 144,5° e i 158,3°. I dati sono riferiti al gennaio 2000 e mutano in funzione delle perturbazioni solari e planetarie.
Pasifae è in risonanza orbitale con Giove e lega la longitudine del suo perigiovio con quella del perielio del pianeta.

## Caratteristiche fisiche
Con un diametro stimato in 58 km, Pasifae è il più grande dei retrogradi e in assoluto il terzo satellite irregolare di Giove dopo
Himalia e Elara.
La mancanza di emissioni infrarosse nello spettro elettromagnetico fa propendere per un'origine asteroidale del satellite. Si ritiene infatti che si tratti del frammento di un asteroide catturato dal pianeta assieme ad altri satelliti del gruppo di Parsifae.
Nello spettro visibile il satellite appare di colore grigio con indice di colore (B-V=0,74, R-V=0,38) simile agli asteroidi di tipo C.

I satelliti irregolari retrogradi di Giove. Il gruppo di Pasifae si trova in alto al centro.
Inclinazione orbitale dei membri del gruppo di Pasifae in funzione del semiasse maggiore.